# Dužnostnik
Dužnostnik je bio mjesečno službeno glasilo Ustaške mladeži. Izlazio je od ožujka 1942. do dvobroja za studeni/prosinca 1944. godine nastao spajanjem četiri prethodna lista iste organizacije: Ustaška uzdanica, Ustaški junak, Ustaška Starčevićeva mladež i glasila ženske ustaške mladeži Ustaška dužnostnica. Uređivali su ga Viktor Kos i Ante Štitić. Izdavač je bilo Zapovjedničtvo Ustaške mladeži, Odio za promičbu. Tiskao ga je Hrvatski tiskarski zavod. Dimenzija je bio 30 cm.